# Gymnopleurus bicolor
Gymnopleurus bicolor là một loài bọ cánh cứng trong họ Bọ hung (Scarabaeidae).